# Eggert Reeder

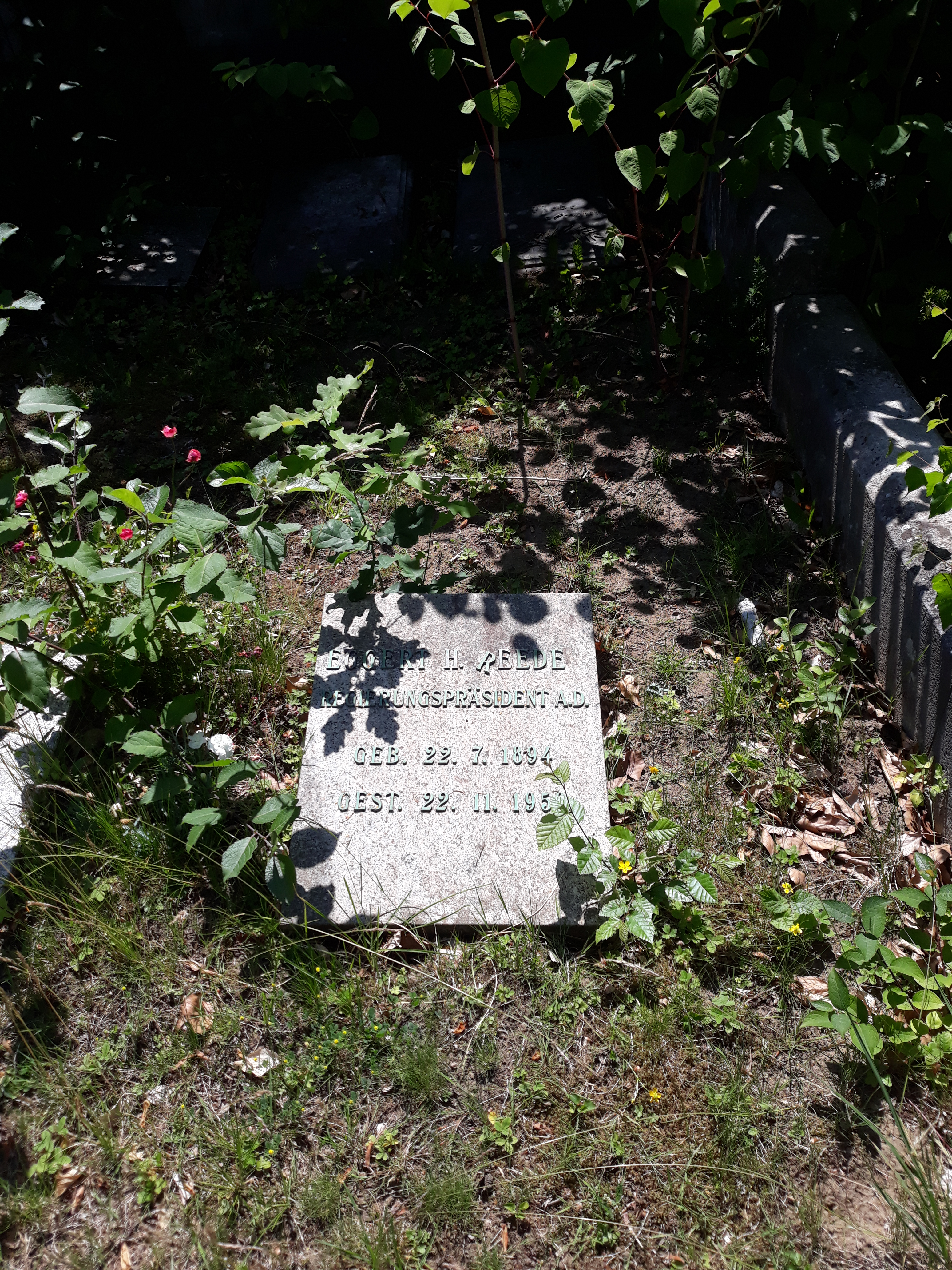
Grab von Eggert Reeder auf dem Reformierten Friedhof Elberfeld

Eggert Reeder (* 22. Juli 1894 in Poppenbüll, Eiderstedt; † 22. November 1959 in Wuppertal) war ein deutscher Verwaltungsjurist, Regierungspräsident mehrerer Regierungsbezirke sowie im Zweiten Weltkrieg Chef der Militärverwaltung in Belgien und Nordfrankreich. In der SS erreichte er den Rang eines SS-Gruppenführers.

## Leben
Nach seiner Schulzeit war Reeder während des Ersten Weltkrieges zunächst als Soldat an der Ostfront und der Westfront im Einsatz. Nach Kriegsende begann er 1918 ein Studium der Rechts- und Staatswissenschaften an der Universität Halle. 1919 wurde er im Corps Palaiomarchia recipiert. Mit ihm aktiv waren Werner Lüttge und Kurt Alverdes. Er trat dem Freiwilligen Landesjägerkorps, einem Freikorps unter Generalmajor Georg Maercker, bei. Im Februar 1919 war er an der Niederschlagung der Streikunruhen in Halle (Saale) beteiligt, die dort wie in vielen Städten Deutschlands als Folge der Novemberrevolution entstanden waren.
Nach einem weiteren Studienaufenthalt an der Christian-Albrechts-Universität zu Kiel wurde er 1921 als Gerichtsreferendar und ab 1922 als Regierungsreferendar bei der Bezirksregierung in Schleswig angenommen. Am 12. Juli 1924 legte er die große Staatsprüfung ab. Es folgten 1924–1929 Assessorenjahre am Landratsamt des Landkreises Lennep und bei der Bezirksregierung Köln. Hier wurde er schließlich am 11. August 1929 zum Regierungsrat befördert. Nach der Machtergreifung trat Reeder zum 1. Mai 1933 in die NSDAP ein (Mitgliedsnummer 1.998.009) und schloss sich auch der SS an (SS-Nummer 340.776). Bereits am 5. Mai 1933 wurde er zum Landrat von Flensburg und nur zwei Monate später zum Regierungspräsidenten des Regierungsbezirks Aachen ernannt, wo er Kontakt zu den verschiedenen Kreisen der damaligen Westforschung aufnahm. Nach drei Jahren wurde Reeder am 9. Juli 1936 Regierungspräsident des Regierungsbezirks Köln und erhielt bei Beginn des Zweiten Weltkrieges auch den Regierungsbezirk Düsseldorf übertragen. Vom belgischen König Leopold III. wurde er am 20. Mai 1938 für seine Verdienste um die Westkontakte als Großoffizier des Kronenordens ausgezeichnet und wurde am 1. Juli desselben Jahres zum SS-Mitglied ehrenhalber.
Reeder nahm an den Vorbereitungen für die Besetzung teil, wurde mit Beginn des Westfeldzuges im Mai 1940 zum Leiter des Verwaltungsstabes in der Militärverwaltung in Belgien und Nordfrankreich unter Generaloberst Alexander von Falkenhausen ernannt und war damit für alle wirtschaftlichen und politischen Fragen zuständig. Er musste seine Düsseldorfer Amtsgeschäfte vorerst an seinen Vizepräsidenten Wilhelm Burandt übertragen, behielt aber seine Position in Köln.
Als Burandt in den Führungsstab für den Ausbau des Westwalls versetzt wurde, musste Reeder ab dem Jahr 1943 das Regierungsamt in Düsseldorf neben seinen anderen Positionen erneut kommissarisch mitverwalten. Zudem war er von Juli bis September 1944 Stellvertreter des neuen Reichskommissars für die besetzten belgischen und nordfranzösischen Gebiete, des ehemaligen Köln-Aachener Gauleiters Josef Grohé, der wiederum die Nachfolge des im Juli 1944 abgesetzten Falkenhausen angetreten hatte.
Am 18. April 1945 geriet Reeder im Ruhrkessel in US-amerikanische Kriegsgefangenschaft und wurde 1947 an Belgien ausgeliefert. 1950 wurde er begnadigt und in die Heimat entlassen. In einem Prozess am 9. März 1951 in Brüssel wurde Reeder, verteidigt von dem Rechtsanwalt Ernst Achenbach, zwar für die Mitverantwortung an der Deportation von mehr als 30.000 Juden, aber nicht für deren Ermordung in Auschwitz, zu 8 Jahren Zwangsarbeit verurteilt. Nach einer Anhörung am 9. Juli 1951 bei Bundeskanzler Konrad Adenauer wurde er begnadigt und am 30. Juli 1951 auf eigenen Wunsch in den Ruhestand versetzt. In der folgenden Zeit war er stellvertretender Vorsitzender im Präsidium vom Bund der Steuerzahler Deutschland.

## Militärverwaltungschef für Belgien und Nordfrankreich
Als Verwaltungschef für Belgien und Nordfrankreich arbeitete Reeder im Rahmen der Flamenpolitik des Deutschen Reiches schwerpunktmäßig mit den katholischen Nordflamen und den Eliten aus der Wirtschaft zusammen, wohingegen sein Vorgesetzter Falkenhausen mehr mit dem Königshaus und dem Adel sympathisierte. Beide verfolgten eine eher moderate Politik und waren gemäß den völkerrechtlichen Bestimmungen der Haager Landkriegsordnung vom 18. Oktober 1907 auf Konsens mit bereits vor Ort bestehenden politischen und den administrativen Strukturen bemüht. Dabei setzten sie sowohl auf eine belgische Parallelverwaltung, die sich mehrheitlich aus Kollaborateuren zusammensetzte, da sich die gewählte belgische Regierung im Londoner Exil befand, als auch auf eine gestärkte Deutsche Arbeitsfront, da die kritische Belgische Arbeiterpartei 1940 durch Henri de Man aufgelöst worden war.
Dem Verwaltungschef Reeder war darüber hinaus das Devisenschutzkommando (DSK) unterstellt, welches den auswärtigen Waren-, Zahlungs-, Devisen- und Kapitalverkehr regelte und mit dem Reeder oftmals seine Schwierigkeiten hatte. Diese Behörde zeichnete sich durch eine radikale antisemitische Vorgehensweise sowie provozierende Profilierungsversuche aus und führte beispielsweise im September 1942 in geheimer Absprache mit dem SS-Sicherheitsdienst (SD) ohne Wissen Reeders Razzien an der Diamantenbörse von Antwerpen durch, was zu einer massiven Flucht der vermögenden und überwiegend jüdischen Händler führte. Reeder sah sich dadurch zum ersten Mal brüskiert und in seiner Amtsführung unterlaufen.
Falkenhausen und Reeder waren weiterhin verantwortlich für die schrittweise Erfassung der Juden, die Arisierung ihres Vermögens (Entjudung) und Massendeportationen in die Vernichtungslager im Osten, obwohl Falkenhausen selbst zunächst ein Gegner dieser Judenverfolgung war. Dadurch blieben im ersten Kriegsjahr die Juden noch weitestgehend verschont und Synagogen und Schulen noch geöffnet. Wegen dieser zögerlichen Haltung musste Falkenhausen 1940 die Polizeibefugnisse in Sachen „Judenangelegenheiten“ an den SD von Reinhard Heydrich abtreten, was Reeder verhindern wollte, aber ebenfalls nicht durchsetzen konnte. Nach der Wannseekonferenz von 1942 sollte auch in Belgien die Endlösung der Judenfrage umgesetzt werden. Der akribische Reeder, inzwischen zum SS-Brigadeführer befördert, war sich der Problematik voll bewusst und versuchte den drohenden Konflikt mit der SS-Führung zu verhindern, in dem er zunächst wieder eine differenzierte Lösung für die Massendeportationen wählte.
So entschied Reeder in Einvernehmen mit Falkenhausen, dass Juden belgischer Staatsangehörigkeit (ca. 6 % von annähernd 70.000 bis 80.000 aller in Belgien lebenden Juden), zunächst verschont und stattdessen eingewanderte, inzwischen staatenlose ausländische Juden nach Auschwitz deportiert werden sollten. Da zu diesem Zeitpunkt etwa 10.000 bis 20.000 dieser staatenlosen Juden aus Belgien flüchten konnten, hatte Reeder zusammen mit Falkenhausen somit immerhin noch trotzdem den Abtransport von etwa 30.000 Juden zu verantworten, wobei ihm auf Grund seiner Position klar gewesen sein musste, dass diese Juden dort umgebracht werden sollten. Die verschiedenen Quellen unterscheiden sich hier bei der Angabe der Zahlen zwar im dreistelligen Bereich, aber die Größenordnung ist annähernd vergleichbar. Reeder, im November 1943 zum SS-Gruppenführer befördert, stand dabei in regem Austausch und in Absprache sowohl mit dem Verwaltungsleiter von Frankreich Werner Best als auch mit den entsprechenden SS-Stellen des Deutschen Reiches sowie mit dem Chef der Waffen-SS Heinrich Himmler. Letzterem galt Reeder, obwohl er wegen seines ständigen Ringens mit Himmler um die Beherrschung des Polizeiapparates in Belgien nicht unumstritten war, als loyaler und wachsamer Verwaltungschef, auch nachdem Reeders Vorgesetzter Falkenhausen wegen seiner Verbindungen zum deutschen Widerstand kurz vor dem Attentat vom 20. Juli 1944 seines Kommandos enthoben wurde.
Reeders Bemühungen um die Erhaltung bestehender Verwaltungsstrukturen und Geschäftsbeziehungen mit Belgien und Nordfrankreich auch während der deutschen Besatzungszeit sowie seine anfänglichen, wenn auch unvollständigen Bemühungen, die Endlösung der Judenfrage in Belgien hinauszuschieben und dabei, wie oben beschrieben, belgische Juden verschont zu haben, wurden ihm bei seinem Prozess vor dem Brüsseler Kriegsrat im Jahr 1951 mit einem milderen Urteil angerechnet. Er wurde wegen seiner Beteiligung an Geiselerschießungen, Judendeportationen und dem Zwangsarbeiterprogramm zu 12 Jahren Zwangsarbeit verurteilt und kurze Zeit später begnadigt.
Verheiratet war er seit 1926 mit Dora geb. Schlieper. Der Ehe entstammen drei Söhne und eine Tochter. Der älteste Sohn übernahm den Hof in Eiderstedt. Als Eggert Reeder mit 65 Jahren gestorben war und auf dem Reformierten Friedhof Hochstraße (Wuppertal) beerdigt wurde, hielt Franz Willuhn eine Grabrede.